# Élections sénatoriales de 2020 en Floride
Les élections sénatoriales de 2020 en Floride ont lieu le 3 novembre 2020 afin d'élire 20 des 40 membres du Sénat de l'État américain de Floride.
Les Républicains conservent leur majorité absolue, qu'ils accroissent d'un siège.

## Système électoral
Le Sénat de Floride est la chambre haute de son parlement bicaméral. Il est composé de 40 sièges pourvus au scrutin uninominal majoritaire à un tour dans autant de circonscriptions que de sièges à pourvoir, selon un calendrier particulier appelé système de mandat 2-4-4. Cette appellation désigne la façon dont la moitié des membres de la chambre effectue un mandat de deux ans puis deux de quatre ans en l'espace d'une décennie, de telle sorte que le Sénat soit renouvelé par moitié à chaque élection, avant d'être intégralement renouvelés tous les dix ans. 
Le renouvellement de 2020 est ainsi celui du second groupe de 20 sénateurs, pourvus pour deux ans, avant le renouvellement intégral prévus pour 2022. 

## Résultats
|        |                       |           |       |             |        |        |             |               |  |
| Partis | Partis                | Voix      | %     | Sièges      | Sièges | Sièges | Sièges      | Sièges        |  |
| Partis | Partis                | Voix      | %     | Total avant | En jeu | Élus   | Total après | +/-           |  |
|        | Parti républicain (R) | 2 663 076 | 49,03 | 23          | 10     | 11     | 24          | 1             |  |
|        | Parti démocrate (D)   | 2 642 318 | 48,65 | 17          | 10     | 9      | 16          | 1             |  |
|        | Indépendants          | 125 497   | 2,31  | 0           | 0      | 0      | 0           | en stagnation |  |
|        | Candidat par écrit    | 603       | 0,01  | 0           | 0      | 0      | 0           | en stagnation |  |
|        |                       |           |       |             |        |        |             |               |  |
| Total  | Total                 | 5 431 494 | 100   | 40          | 20     | 20     | 40          | en stagnation |  |